# Casa de Oribe
Das Casa de Oribe ist ein Bauwerk in der uruguayischen Landeshauptstadt Montevideo.
Das Anfang des 19. Jahrhunderts, nach Angaben auf der Internetpräsenz der Intendencia Municipal von Montevideo wohl 1825, errichtete Gebäude befindet sich in der Ciudad Vieja an der Calle 25 de Mayo 641-647, Ecke Bartolomé Mitre. Angaben über den Architekten sind nicht vorhanden. Während es ursprünglich als Einfamilien-Wohnhaus konzipiert wurde, beherbergt es mittlerweile Büros. Im Casa de Oribe befindet sich der Sitz der Comisión del Patrimonio Historico, Artistico y Cultural de la Nación. In den Jahren 1991 bis 1996 fanden Restaurierungsarbeiten unter Leitung der Architekten R. Rodríguez Pratti und S. Abdala sowie dem Architekturworkshop (Taller de Arquitectura) der Comisión del Patrimonio Historico, Artistico y Cultural de la Nación statt.
Seit 1975 ist das Gebäude als Monumento Histórico Nacional klassifiziert.